# Норвегия на «Евровидении-1987»
Норвегия принимала участие в тридцать втором выпуске телевизионного конкурса Евровидение-1987, который состоялся 9 мая в Брюсселе, Бельгия. Страну представляла юная певица Кейт Гульбрандсен с балладой Mitt liv ("Моя жизнь"), написанной композитором Рольфом Лёвландом на стихи Ханны Крог. Лёвланд уже выступал автором песни La det swinge, с которой группа Bobbysocks! выиграла Евровидение-1985, а Ханна Крог дважды представляла Норвегию на Евровидение: в 1971 году как сольный исполнитель и в 1985 году как участница Bobbysocks! По итогам голосования Гульбрандсен заняла девятое место из 22, набрав 65 баллов. Тем не менее, Mitt liv стала предшественницей норвежской заявки на Евровидение-1988 For vår jord в исполнении Каролин Крюгер. Конкурс был показан NRK на канале NRK1 с комментариями Джона Андреассена и Тора Паульсена. Глашатаем от Норвегии был Сверре Кристоферсен.

## До «Евровидения»

### Melodi Grand Prix 1987
Начиная с 1960 года норвежская телекомпания Norsk rikskringkasting (NRK) отвечает за организацию отбора заявки на Евровидение и дальнейшую трансляцию конкурса. Традиционно NRK организовывает национальный отбор под названием Melodi Grand Prix с участием нескольких артистов и песен. Melodi Grand Prix 1987 состоялся 28 февраля в Шато Нёйф в Осло. Ведущей была Эльдбьёрг Вааге. Как и в предыдущие годы десять песен прозвучало во время финала, а победитель определялся голосами жюри из семи городов Норвегии. Среди конкурсантов были Финн Калвик, представитель Норвегии на Евровидение-1981 и Тор Эндресен, сделавший первую попытку на Melodi Grand Prix до того, как выиграть его в 1997 году.
| Порядковый номер | Исполнитель         | Название песни   | Автор(ы)                                       | Очки | Место |
| ---------------- | ------------------- | ---------------- | ---------------------------------------------- | ---- | ----- |
| 1                | Тор Эндресен        | Hemmelig drøm    | Кнут Коппанг                                   | 27   | 9     |
| 2                | Эгиль Элдёен        | Til kvarandre    | Пер Рёйсе                                      | 13   | 10    |
| 3                | Кьерсти Бергесен    | Go-go            | Харальд Гресдаль, Кьерсти Бергесен, Торе Хольм | 54   | 3     |
| 4                | Сигварт Дагсланд    | I samme båt      | Амунд Энгер, Эрик Хиллестад                    | 38   | 7     |
| 5                | Хокон Иверсен       | Mange millioner  | Хокон Иверсен, Кай Йордаль                     | 56   | 2     |
| 6                | Кейт Гульбрандсен   | Mitt liv         | Рольф Лёвланд, Ханна Крог                      | 60   | 1     |
| 7                | Олав Стедье         | Snurra på barten | Джонас Фьелд, Ингвар Мо                        | 40   | 5     |
| 8                | Catwalk             | Dialog           | Торе Ос, Эйвинд Скейе                          | 40   | 5     |
| 9                | Финн Калвик         | Malene           | Финн Калвик                                    | 42   | 4     |
| 10               | Франк Александерсен | Tru mæ           | Франк Александерсен, Торе Хансен               | 36   | 8     |

## На «Евровидении»
В Брюсселе Кейт Гульбрандсен выступала под номером 1, открыв, тем самым, конкурсную программу. По итогам голосования она заняла девятое место из 22, набрав 65 баллов. 12 баллов норвежское жюри присудило Югославии. Во время исполнения норвежской песни дирижёром оркестра был Терье Фьерн.

### Голосование
| Очки      | Страна                           |
| --------- | -------------------------------- |
| 12 баллов |                                  |
| 10 баллов | - Швеция                         |
| 8 баллов  |                                  |
| 7 баллов  | - Бельгия - Германия - Италия    |
| 6 баллов  | - Швейцария                      |
| 5 баллов  | - Финляндия                      |
| 4 балла   | - Австрия - Нидерланды - Франция |
| 3 балла   | - Дания - Испания - Кипр         |
| 2 балла   | - Ирландия                       |
| 1 балл    |                                  |

| Очки      | Страна    |
| --------- | --------- |
| 12 баллов | Югославия |
| 10 баллов | Финляндия |
| 8 баллов  | Ирландия  |
| 7 баллов  | Дания     |
| 6 баллов  | Кипр      |
| 5 баллов  | Бельгия   |
| 4 балла   | Исландия  |
| 3 балла   | Германия  |
| 2 балла   | Израиль   |
| 1 балл    | Франция   |